# Чезенатико
Чезена́тико (итал. Cesenatico) — коммуна в Италии, располагается в регионе Эмилия-Романья, подчиняется административному центру Форли-Чезена.
Население составляет 23 416 человек (на 2005 г.), плотность населения составляет 520 чел./км². Занимает площадь 45 км². Почтовый индекс — 47042. Телефонный код — 0547.
Покровителем коммуны почитается святой апостол Иаков Старший, празднование 25 июля.

## Города-побратимы
Города-побратимы:
- Обена, Франция
- Делфзейл, Нидерланды
- Шварценбек, Германия
- Сьерра[англ.], Швейцария
- Зелзате, Бельгия